# Советник конфедерации
Советники конфедерации (пол. Konsyliarz konfederacji) – в Речи Посполитой вид политических деятелей, высшие должностные лица конфедерации, члены её исполнительного органа – «генерального совета» (пол. rada generalna, пол. generalność) – который они составляли вместе с маршалом (начальником, предводителем) конфедерации. Каждый советник отвечал за определенное направление работы и объём задач.

## Исторический очерк
Каждая конфедерация имела основной документ, известный как «акт конфедерации», в котором определялась задача созыва этого ситуативного объединения шляхты. Членство в конфедерации было добровольным, но требовало присяги.
Конфедерация также имела «большой совет», подобный парламенту (пол. walna rada), который принимал решение большинством голосов. Примерно до середины 18 века было принято, чтобы решения совета были единодушными (с правом вето у любого возражающего).